# Trichopachyiulus niponicus
Trichopachyiulus niponicus är en mångfotingart som beskrevs av Miyosi 1957. Trichopachyiulus niponicus ingår i släktet Trichopachyiulus och familjen kejsardubbelfotingar. Inga underarter finns listade i Catalogue of Life.